# Malte Metzelder
Jan Malte Metzelder (Haltern, 1982. május 19. –) német labdarúgóhátvéd. Bátyja a világbajnoki ezüstérmes, Real Madrid-játékos Christoph Metzelder, akivel együtt is játszott a Dortmundban.